# Карел Гитер
Карел Гитер је био аустроугарски потпоручник, чешког порекла.

## Живот
Рођен је 1890. у граду Вишкову у области Хана, у Моравској (данас у Чешкој Републици).
У младости је био члан соколског покрета. На Петом свесловенском соколском слету 27. 06. 1907. у Прагу, био је одликован другом наградом.
Био је аустријски финансијски чиновник у Фочи.
Године 1914. као аустроугарски потпоручник је дошао у Петроварадин.
Као Словен згрозио се на азијатско поступање против Срба.
На основу денунцијације осуђен на смрт и после два сата стрељан.
Сахрањен у Петроварадину.
Надгробни крст му освећен  1934. године.